# Koutoukalé Peulh
Koutoukalé Peulh (auch: Koutaikalé Peulh I, Koutkallé Peul) ist ein Dorf in der Landgemeinde Karma in Niger.

## Geographie
Das von einem traditionellen Ortsvorsteher (chef traditionnel) geleitete Dorf befindet sich rund sechs Kilometer nordwestlich des Hauptorts Karma der gleichnamigen Landgemeinde, die zum Departement Kollo in der Region Tillabéri gehört. Zu den Siedlungen in der näheren Umgebung von Koutoukalé Peulh zählen die am Ufer des Flusses Niger gelegenen Dörfer Koutoukalé Zéno im Südwesten und Koutoukalé Koira Tégui im Westen.
Koutoukalé Peulh ist Teil der Übergangszone zwischen Sahel und Sudan. Die durchschnittliche jährliche Niederschlagshöhe beträgt hier zwischen 400 und 500 mm.

## Bevölkerung
Bei der Volkszählung 2012 hatte Koutoukalé Peulh 257 Einwohner, die in 30 Haushalten lebten. Bei der Volkszählung 2001 betrug die Einwohnerzahl 146 in 19 Haushalten und bei der Volkszählung 1988 belief sich die Einwohnerzahl auf 106 in 17 Haushalten.

## Wirtschaft und Infrastruktur
Es werden Rinder für die Milchproduktion gehalten. Es gibt eine Schule. Westlich des Dorfs steht das 2004 eröffnete Hochsicherheitsgefängnis Koutoukalé. Nördlich von Koutoukalé Peulh verläuft die asphaltierte Nationalstraße 1, die mit 1601,7 Kilometern längste Fernstraße Nigers.